# 豪冰川
86°14′S 149°12′W / 86.233°S 149.200°W豪冰川（英語：Howe Glacier）是南极洲的冰川，位於玛丽·伯德地，流經毛德王后山脈，最終注入斯科特冰川，美國地質調查局根據測量和該國海軍的空中照片繪入地圖。